# Adam Bareiro
Adam Fernando Bareiro Gamarra (* 26. Juli 1996 in Asunción) ist ein paraguayischer Fußballspieler.
Bareiro spielt hauptsächlich im Sturm und wurde in der Saison 2021/22 von seinem mexikanischen Verein CF Monterrey an den argentinischen Verein San Lorenzo de Almagro ausgeliehen.
Offiziell steht er bei CF Monterrey bis zum 30. Juni 2023 unter Vertrag.

## Karriere
Bareiro startete seine Karriere mit dem Wechsel aus der U-19 Mannschaft von Olimpia Asunción in dessen erste Mannschaft in der Saison 2014/15.
In der Saison 2016/17 wurde er für eine Saison an River Plate Asunción ausgeliehen, in derselben Saison wechselte er letztendlich zum Club Nacional, eine genaue Ablösesumme ist nicht bekannt. 
Vom Club Nacional wechselte Bareiro in der Saison 2018/19 zu CF Monterrey nach Mexiko für eine Ablösesumme von 2 Mio. €.
CF Monterrey lieh Bareiro in der darauffolgenden Saison 2019/20 nach Argentinien an San Lorenzo aus. 
In der Saison 2020/21 wurde Bareiro an den türkischen Verein Alanyaspor ausgeliehen, nach seiner Rückkehr zu CF Monterrey wurde er anschließend an Atlético San Luis ausgeliehen.
Nach dem Leihende am 11. Januar 2022 wurde er am 12. Januar 2022 erneut an San Lorenzo verliehen. Nach seiner Leihe verpflichtete San Lorenzo Adam Bareiro für 1,9 Mio. € fest. Mittlerweile spielt er für River Plate.